# 拉奎拉省
拉奎拉省（義大利語：Provincia dell'Aquila）是意大利阿布鲁佐大区的一个省，首府拉奎拉，人口297,592（2001年）。2009年4月6日，拉奎拉发生里氏5.8级地震，造成至少294人死亡。为了帮助灾区重建，該年度的八国集团首脑峰会選在阿奎拉举行。同时还举行了八国集团和发展中国家领导人对话会议。